# Gottfried Kockelkorn
Gottfried Hubert Kockelkorn (* 12. November 1876 in Bad Honnef; † 11. Dezember 1932 in Berlin), meist nur Gottfried Kockelkorn oder G. H. Kockelkorn, war ein deutscher Lehrer, Journalist und Publizist der Deutschen Volkspartei und enger Vertrauter des Politikers Gustav Stresemann.

## Leben
Kockelkorn, der aus dem Rheinland stammte, lebte nach dem Studium zunächst in Hannover. Er war als Lehrer beschäftigt. Im April 1906 heiratete er in Duisburg Anna Auguste Brombach (* 7. Oktober 1875 in Meiderich bei Duisburg; † 25. Februar 1947 in Berlin-Neukölln). Das Paar zog nach Hannover und bekam dort die vier Kinder: Wilhelmine Johanne (* 1907), Ernst Heinrich (* 1908), Ruth (* 1910) und Karl Gottfried (* 1916).
In Hannover fiel er im Mai 1907 öffentlich auf, weil er, als er auf der Leine ein gemietetes Boot mit zwei Männern kentern sah, in den Fluss sprang und einen der Männer vor dem Ertrinken rettete; beim Versuch, den zweiten Passagier zu retten, geriet er selbst in Lebensgefahr, wie die Presse berichtete.
Sein Start in den Journalismus fällt in Kockelhorns Jahre in Hannover. Er war schreibender Lehrer, kein ausgebildeter Redakteur. Er engagierte sich in Hannover zunächst als Mitglied in einer Ortsgruppe des Deutschen Lehrervereins und trat in dieser Funktion öffentlich in Presseberichterstattung und Gastbeiträgen hervor. Auch als Mitglied des Vereins der nationalliberalen Jugend, der Nachwuchsorganisation der Nationalliberalen Partei, trat er ab 1908 öffentlich auf und nutzte dafür vorrangig die nationalliberale Tageszeitung Hannoverscher Kurier als seine Plattform, wobei er häufig sein Fachgebiet Schulpolitik (als preußische Landespolitik) für die Auseinandersetzung insbesondere mit den Konservativen und Agrariern wählte.
Auf diese Weise kam er mit dem Zeitungswesen und dem Journalismus in Berührung. Er wurde bald regelmäßiger Mitarbeiter des Kuriers, vorrangig für das Feuilleton „unter dem Strich“ und die Beilage Welt und Wissen – Hannoversche Blätter für Kunst, Literatur und Leben. Er schrieb von 1908 bis 1918 Beiträge zu Bildung und Schule, wobe er persönliche Ansichten und verbandliche und parteiliche Forderungen mischte, zu Theater und Kino, kleine literarische Erzählungen, Humorstücke, Reiseberichte, Reportagen zur Industrie- und Wirtschaftsgeschichte, auch in einer beliebten langen Serie „Aus deutschen Fabriken und Kaufmannshäusern“ (1911–13) und Bücher-Rezensionen. Gelegentlich trug er zur Lokal- und Sport-Berichterstattung der Zeitung bei. 1909 veröffentlichte er in der liberalen, von Ludwig Thoma, Hermann Hesse, Kurt Aram und Robert Hessen herausgegebenen Kulturzeitschrift März.
Im Laufe des Jahrzehnts glitt Kockelkorn vom Feuilleton zunehmend in den parteiorientierten politischen Journalismus. Gegen Ende des Kaiserreichs wurde er Mitarbeiter der Reichsgeschäftsstelle der Nationalliberalen Partei in Berlin. Deren Vorsitzender war der im Ersten Weltkrieg wegen seiner Annexionsforderungen sehr umstrittene Gustav Stresemann. In der Novemberrevolution kam es zu einer Neuordnung der Parteienlandschaft. Im November 1918 sollte die Deutsche Demokratische Partei (DDP) die jahrzehntelange Spaltung des deutschen Liberalismus überwinden und sammelte auch viele Nationalliberale, doch Stresemann persönlich, wurde der Beitritt verweigert. Er initiierte daraufhin die Gründung der Deutschen Volkspartei (DVP). Kockelkorn folgte ihm wie eine Reihe anderer Mitarbeiter der nationalliberalen Parteizentrale. Er wurde im Sommer 1919 hauptamtlicher Angestellter der Reichsgeschäftsstelle der DVP. Unter dem Chef der Reichsgeschäftsstelle Adolf Kempkes blieb er bis 1923 Referent (Sekretär) mit Zuständigkeit für Werbung und den Partei-Pressedienst Nationalliberale Correspondenz (NLC, später Nationalliberale Korrespondenz).
Er schrieb parallel weiter für den Kurier. Ab 1920 erscheint sein Name aber als Autorenzeile reichsweit in vielen Zeitungen. Seine Artikel wurden über den parteieigenen Pressedienst vertrieben. 1923/24 änderte sich seine Rolle, als Stresemann zuerst Reichskanzler, dann Außenminister wurde. Kockelkorn wurde 1924 selbst Herausgeber des Pressedienstes NLC und blieb dies bis Ende 1930. Er redigierte außerdem den Spezialdienst Archiv der Deutschen Volkspartei.
Für den Liberalismus-Historiker Hans-Georg Fleck steht fest, dass er „einer der Verbindungsmänner Stresemanns zur Presse war und ihm ausgezeichnete Dienste als Pressemann geleistet hat“. Im Urteil des Historikers Ludwig Richter war Kockelkorn einer der „wohl besten Kenner des inneren Getriebes der Volkspartei“.

Diese Rolle war schon den Zeitgenossen bekannt. Kockelkorn fungierte zeitweise quasi als innenpolitischer Pressesprecher Stresemanns, den er öffentlich zu verteidigen und zu erklären hatte. Das „enge Vertrauensverhältnis“ zwischen Stresemann und Kockelkorn wurde in der Presse häufig betont. Kockelkorn galt als Stresemann „treu ergeben“ und als „journalistischer Vertrauensmann des Ministers“. Der prominente Journalist Ernst Feder, Innenpolitikchef beim Berliner Tageblatt, stellte in seinen 1971 postum veröffentlichten Tagebuch-Memoiren heraus, dass Kockelkorn für Stresemann eine Art persönliches Archiv führte, das als Vorbereitung von Memoiren und Nachlass dienen sollte: 
[Kockelkorn] „war fast täglich bei Stresemann, schrieb alles auf, was dieser ihm erzählte, seit 1923. Stresemann sah die Blätter durch und verbesserte sie, 1000 Blatt, besonders 1923 und 1924 die wichtigen Putschvorgänge, Geheimakten der Reichskanzlei, wie Stresemann alles sah, dann noch 1000 Blatt, die Stresemann nicht durchgesehen hat. Niemand weiß davon, auch nicht Stresemanns Angehörige, K. hat immer alles geleugnet.“
Im November 1928 wurde Kockelkorn in den Aufsichtsrat der Nachrichtengesellschaft des deutschen Rundfunks, der Drahtlose Dienst AG, Berlin, berufen. Er behielt den Sitz bis zu seinem Tod 1932.
Als die Weimarer Republik dem Ende zuging, war er Herausgeber der Wochenzeitung Erneuerung – Zeitung für deutsche Politik, Wirtschaft und Kultur (anfangs mit dem Untertitel Wochenblatt der Deutschen Volkspartei), die erstmals im April 1931 veröffentlicht wurde und bis März 1934 erscheinen sollte, in Wahlkämpfen teilweise mit Sonderausgaben. Kockelkorn übernahm zugleich in den Wahlkämpfen 1932 für die geschwächte DVP unter dem Vorsitzenden Eduard Dingeldey die Rolle eines Kommunikations- und Wahlwerbeleiters. Er zeichnete vielfach presserechtlich verantwortlich für Sonderpublikationen, Flugblätter oder verschiedene Wahlplakate.
Kockelkorn starb am 11. November 1932, einen Tag vor seinem 56. Geburtstag, an einem Herzschlag in seiner Wohnung in der Ratiborstraße 8 in Berlin-Kreuzberg. Die Telegraphen-Union meldete seinen Tod reichsweit; die Meldung wurde in zahlreichen Zeitungen abgedruckt.